# Puchar Azji w Piłce Nożnej 2011 (eliminacje)
Finałowa runda kwalifikacyjna
Kwalifikacje do Pucharu Azji 2011.

## Runda kwalifikacyjna
| 9 kwietnia 2008 18:00 UTC+3 | Liban · El Ali 5' · Yaacoub 11' · Atwi 13' · Ghaddar 39' | 4-0 | Malediwy | Camille Chamoun Sports City Stadium, Bejrut Widzów: 200 Sędzia: Al-Ghafary |
|                             |                                                          |     |          |                                                                            |

| 23 kwietnia 2008 16:00 UTC+5 | Malediwy · Qasim 22' | 1-21-1 | Liban · Korhani 9' · Al Jamal 75' | Rasmee Dhandu Stadium, Male Widzów: 6 000 Sędzia: Shahrul |
|                              |                      |        |                                   |                                                           |

- Liban wygrał łącznie 6-1 i awansował.

## Grupa A
| Miejsce | Drużyna  | Mecze | Punkty | Zwyc. | Rem. | Por. | Bramki |
| ------- | -------- | ----- | ------ | ----- | ---- | ---- | ------ |
| 1       | Japonia  | 6     | 15     | 5     | 0    | 1    | 17-4   |
| 2       | Bahrajn  | 6     | 12     | 4     | 0    | 2    | 12-6   |
| 3       | Jemen    | 6     | 7      | 2     | 1    | 3    | 7-9    |
| 4       | Hongkong | 6     | 1      | 0     | 1    | 5    | 1-18   |

## Grupa B
| Miejsce | Drużyna   | Mecze | Punkty | Zwyc. | Rem. | Por. | Bramki |
| ------- | --------- | ----- | ------ | ----- | ---- | ---- | ------ |
| 1       | Australia | 6     | 11     | 3     | 2    | 1    | 6-4    |
| 2       | Kuwejt    | 6     | 9      | 2     | 3    | 1    | 6-5    |
| 3       | Oman      | 6     | 8      | 2     | 2    | 2    | 4-4    |
| 4       | Indonezja | 6     | 3      | 0     | 3    | 3    | 3-6    |

## Grupa C
| Miejsce | Drużyna                      | Mecze | Punkty | Zwyc. | Rem. | Por. | Bramki |
| ------- | ---------------------------- | ----- | ------ | ----- | ---- | ---- | ------ |
| 1       | Zjednoczone Emiraty Arabskie | 4     | 9      | 3     | 0    | 1    | 7-1    |
| 2       | Uzbekistan                   | 4     | 9      | 3     | 0    | 1    | 7-3    |
| 3       | Malezja                      | 4     | 0      | 0     | 0    | 4    | 2-12   |

## Grupa D
| Miejsce | Drużyna | Mecze | Punkty | Zwyc. | Rem. | Por. | Bramki |
| ------- | ------- | ----- | ------ | ----- | ---- | ---- | ------ |
| 1       | Syria   | 6     | 14     | 4     | 2    | 0    | 10-2   |
| 2       | Chiny   | 6     | 13     | 4     | 1    | 1    | 13-5   |
| 3       | Wietnam | 6     | 5      | 1     | 2    | 3    | 6-11   |
| 4       | Liban   | 6     | 1      | 0     | 1    | 5    | 2-13   |

## Grupa E
| Miejsce | Drużyna   | Mecze | Punkty | Zwyc. | Rem. | Por. | Bramki |
| ------- | --------- | ----- | ------ | ----- | ---- | ---- | ------ |
| 1       | Iran      | 6     | 13     | 3     | 1    | 2    | 11-2   |
| 2       | Jordania  | 6     | 8      | 2     | 2    | 2    | 4-4    |
| 3       | Tajlandia | 6     | 6      | 1     | 3    | 2    | 3-3    |
| 4       | Singapur  | 6     | 6      | 2     | 0    | 4    | 6-15   |